# Europäisches Übereinkommen über die Adoption von Kindern
Das Europäische Übereinkommen über die Adoption von Kindern ist eine vom Europarat am 24. April 1967 verabschiedete Konvention mit dem Ziel, einen verbindlichen europäischen Rechtsrahmen für den Umgang mit Adoptionsfällen zu schaffen und die diesbezüglichen nationalen Rechtsvorschriften der Mitgliedstaaten zu harmonisieren.

## Übereinkommen über die Adoption von Kindern
Das Europäische Übereinkommen über die Adoption von Kindern enthält eine Anzahl wesentlicher Adoptionsbestimmungen, die jede Vertragspartei in ihre Gesetzgebung einzubeziehen sich verpflichtet, sowie eine Liste zusätzlicher Kann-Bestimmungen. Demgemäß muss eine Adoption von einem Gericht oder einer Verwaltungsbehörde ausgesprochen werden. Die Entscheidung, ein Kind zur Adoption freizugeben, muss von den Eltern frei getroffen werden, und die Adoption muss im Interesse des Kindes liegen.
Weiterhin gilt nach der Adoption:
- Der Adoptierende hat dem Kind gegenüber alle Rechte und Pflichten, die ein Vater oder eine Mutter einem ehelichen Kind gegenüber hat.
- In der Regel ist es dem Kind zu ermöglichen, den Familiennamen des Adoptierenden zu erwerben.
- Beim Erbrecht steht das Adoptivkind einem ehelichen Kind des Adoptierenden gleich.
- Der Erwerb der Staatsangehörigkeit der Adoptiveltern wird dem Kind erleichtert.

Die Zusatzbestimmungen beziehen sich unter anderem auf etwaige Maßnahmen, um die sozialen und rechtlichen Fragen der Adoption in die Ausbildungsordnung für Sozialarbeiter aufzunehmen. Ferner können Anordnungen getroffen werden, damit ein Kind angenommen werden kann, ohne dass seiner Familie aufgedeckt wird, wer es adoptiert hat. Auch kann vorgeschrieben oder gestattet werden, dass das Verfahren unter Ausschluss der Öffentlichkeit abläuft.

## Das revidierte Übereinkommen SEV Nr. 202
Das Europäische Übereinkommen über die Adoption von Kindern (SEV Nr. 058) vom 26. April 1968 wurde am 27. November 2008 vom Europarat revidiert, da er dieses als nicht mehr zeitgemäß erachtete und im Widerspruch zur Rechtsprechung des EGMR stand. Das überarbeitete Übereinkommen wurde zur Unterscheidung mit dem Zusatz revidiert versehen und erhielt die SEV Nr. 202.
Er berücksichtigte bei der Vertragsrevision das Übereinkommen der Vereinten Nationen über die Rechte des Kindes, das Haager Übereinkommen über den Schutz von Kindern und die Zusammenarbeit auf dem Gebiet der internationalen Adoption, das Europäische Übereinkommen über die Ausübung von Kinderrechten (SEV Nr. 160) und die Rechtsprechung des EGMR.
Deutschland ratifizierte das neue Abkommen am 1. Juli 2015, hat das alte jedoch nicht gekündigt – womit es für Deutschland weiterhin verbindlich ist, im Gegensatz zu Norwegen und Schweden, welche das alte Übereinkommen kündigten.

## Websites
- SEV Nr. 058 Europäisches Übereinkommen über die Adoption von Kindern
- Unterzeichnungen und Ratifizierungen
- Vorbehalte und Erklärungen
- SEV Nr. 202 revidiertes Europäisches Übereinkommen über die Adoption von Kindern